# Calloriella
Calloriella — рід грибів. Назва вперше опублікована 1918 року.

## Класифікація
До роду Calloriella відносять 2 види:
- Calloriella nipteroides
- Calloriella umbrinella